# Церква засудження і накладення Хреста

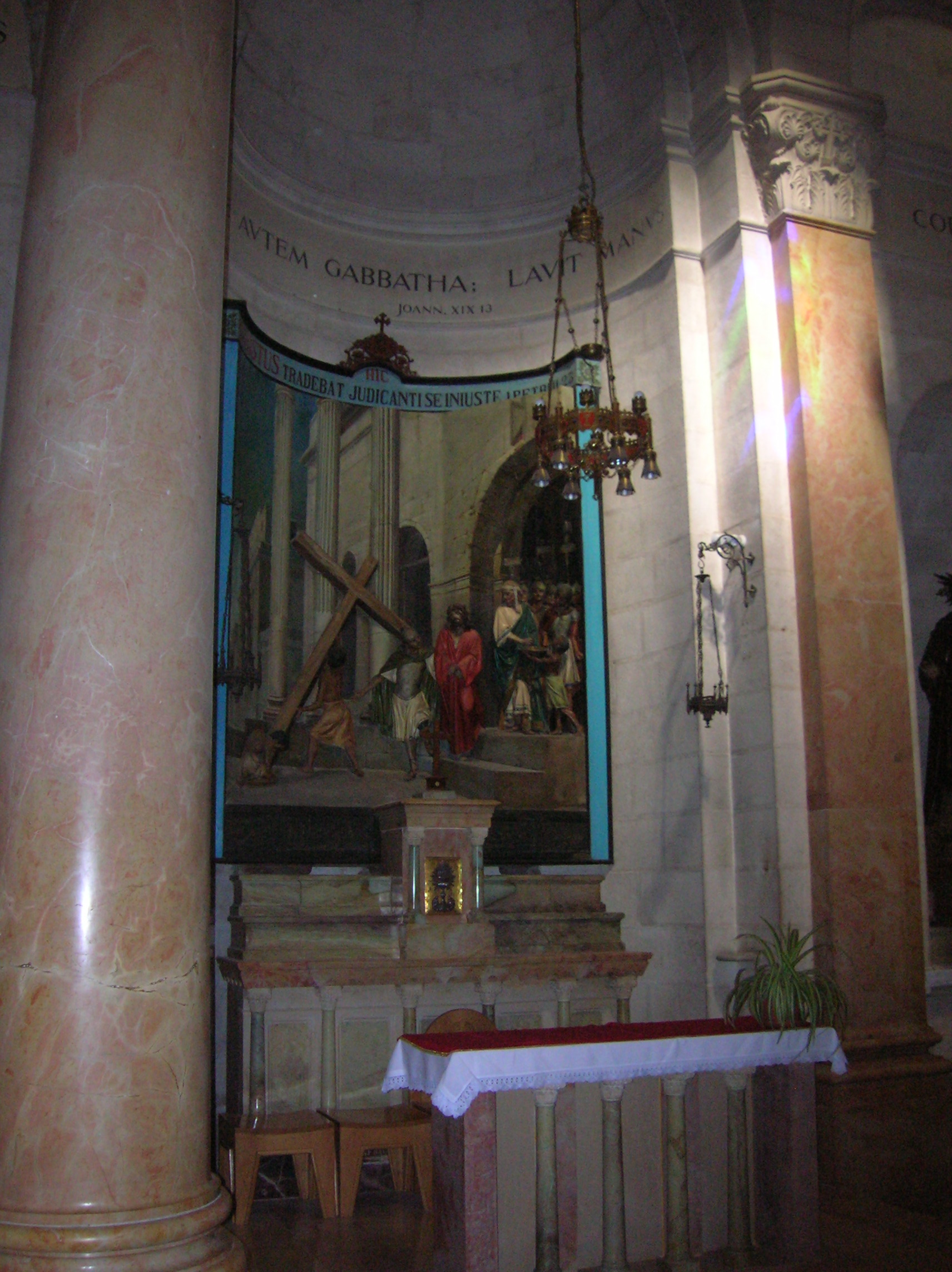
Вівтар церкви

Церква засудження і накладення Хреста — католицька церква у мусульманському кварталі старого міста в Єрусалимаі на Віа Долороза.

## Опис
Будівля церкви побудована на руїнах старої церкви у 1903 році архітектором Венделіном Гінтеркойзером. Церква встановлена на згадку про засудження Ісуса Христа Понтієм Пілатом (Мт. 27:11-26, Мр. 15:1-15, Лк. 23:1-25, Ів. 18:28-29). Церква засудження і накладення Хреста розташована навроти Церкви бичування та мають спільне подвір'я.
На цьому місці знаходився Замок Антонія, зруйнований у 70 році н. е., місце засудження Ісуса Христа.
Церква увінчана куполами, за основною вона восьмикутна. Купол увінчує ліхтар з колонами. Трьохнавова базиліка з утримується чотирма колонами з червоно-бежевого мармуру. Інтер'єр церкви нагадує про страсті Христові барельєфами сцен подій хресної дороги. Над вівтарем зображена сцена умивання рук Понтієм Пілатом та накладання хреста на Ісуса. Підлогою церкви служить настил вулиці з широких каменів  типовим для епохи початку нашої ери з насічками проти ковзання.

## Див. також

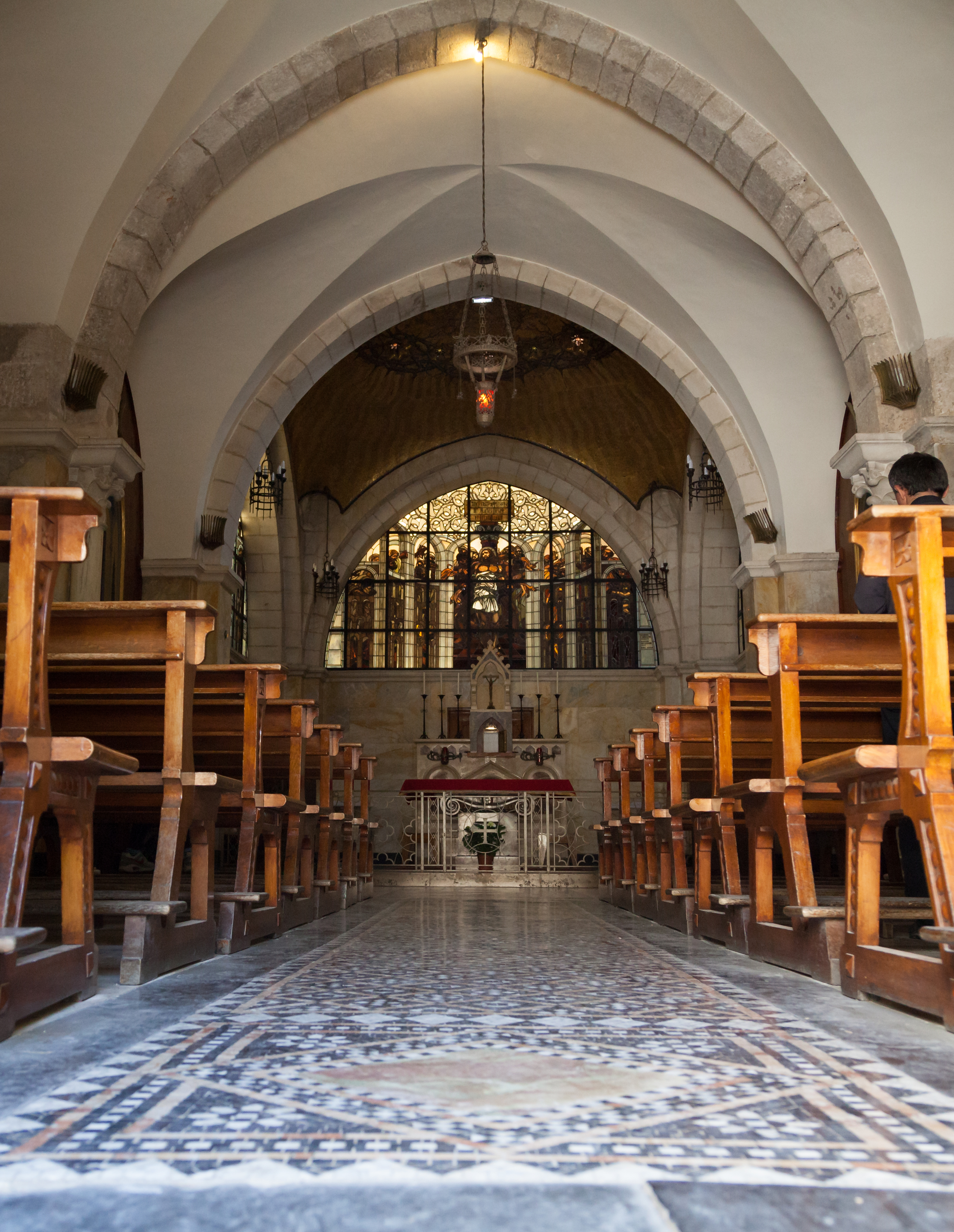